# Mufesir
Mufesir je osoba koja se bavi tefsirom, tumačenjem Kurana. Za njega su izvori tefsira Kuran, hadis, riječi ashaba i tabiina. Najvažniji uvjeti za mufesira su:
- drži se ispravnog islamskog vjerovanja,
- ispravan nijjet,
- prvi izvor tefsira bude Kuran, tj. ajete tumači ajetima,
- izbori tefsira su mu hadis, zatim riječi ashaba i tabiina,
- dobro poznavanje arapskog
- dobro poznavanje islamskih nauka poput akaida, fikha, hadisa itd., a posebno kuranske nauke: kiraet, povode objave, derogacija itd.,
- urođeni dar ili naklonost za tumačenje Kurana,
- uzorno ponašanje, praksa u skladu sa znanjem
- oštroumnost
- vjerodostojnost i preciznost u znanosti[2]